# Steubenstraße 20 (Mönchengladbach)

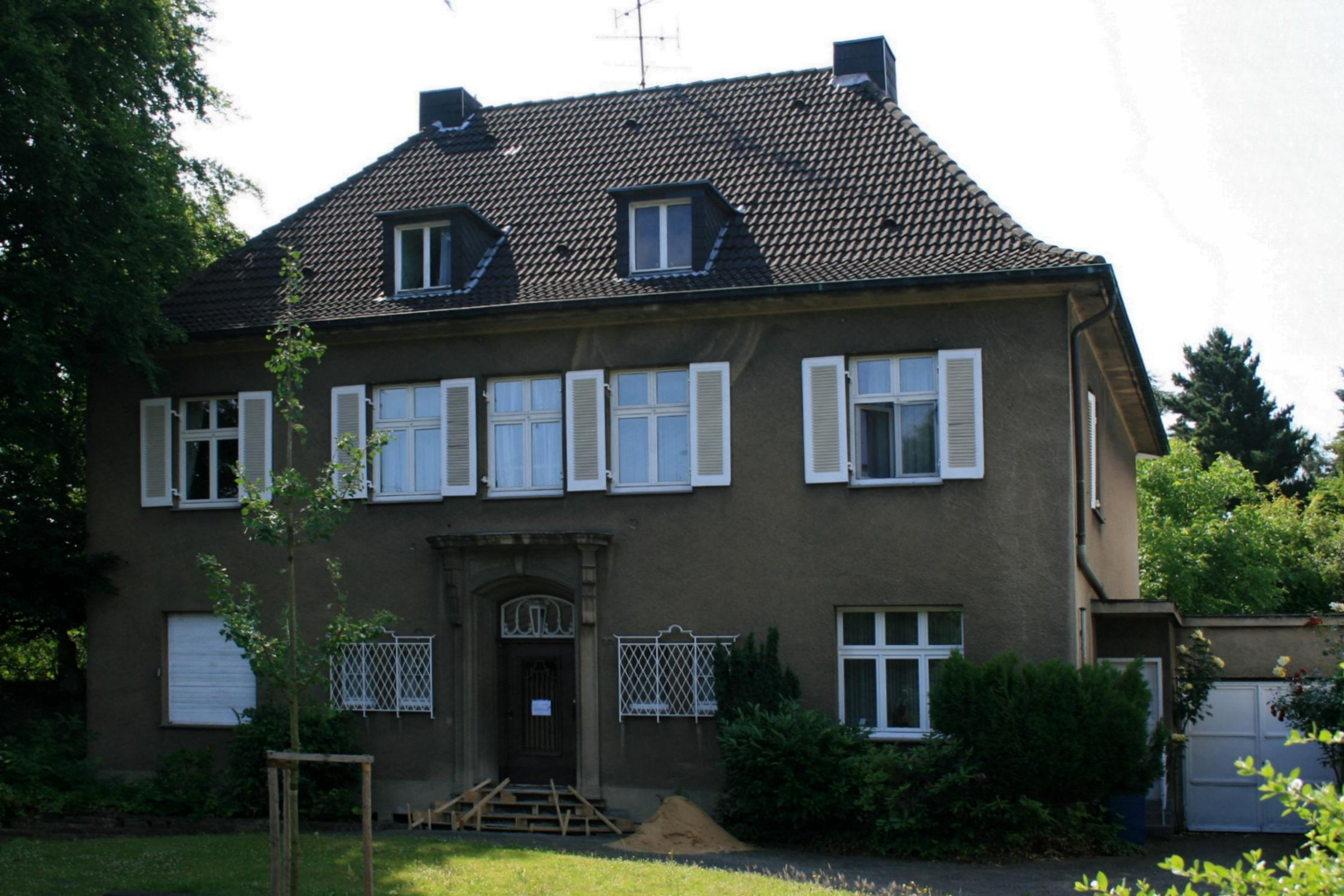
Wohnhaus (2010)

Das Wohnhaus Steubenstraße 20 steht im Stadtteil Grenzlandstadion in Mönchengladbach (Nordrhein-Westfalen).
Das Gebäude wurde 1935 erbaut und unter Nr. St 013 am 2. Juni 1987 in die Denkmalliste der Stadt Mönchengladbach eingetragen.

## Lage
Die Steubenstraße wurde in den 1930er Jahren angelegt. Sie verbindet die Brucknerallee und die Gartenstraße. 

## Architektur
Es handelt sich um ein freistehendes, zweigeschossiges Villengebäude mit rechteckigem Baukörper der im Jahre 1935 errichtet wurde. Im Zusammenhang mit den Bauten des umgebenden Wohngebietes übernimmt das herrschaftliche Wohnhaus eine wichtige Funktion und ist als ein charakteristisches Beispiel traditioneller Bauweise der 1930er Jahre schützenswert.